# Olympus Mons
Olympus Mons (latin for Olympus Bjerg) på Mars er den højeste kendte vulkan i solsystemet. Den er ca. 25 kilometer høj og har en diameter på ca. 600 kilometer.
Den ligger i et område kaldet Tharsis-bulen. Det vurderes, at vulkanen har været udslukt i omkring en milliard år. Med sin højde er den ca. tre gange højere end Mount Everest, og har en grundflade på størrelse med Oman. Som den yngste af Mars' vulkaner, er den blevet dannet i Amazonis-perioden.
Astronomer har kendt til Olympus Mons siden slutning af det 19. århundrede som albedo-egenskaben Nix Olympica (latin for Olympens Sne). Således havde man mistanke om dens bjerg-formation allerede inden man udsendte rumsonder.
For foden af bjerget, er der en stejl kant på ca. 2 km. Det vurderes at der på et tidspunkt er sket et stenskred, som har dannet denne kant. Endvidere mener ESA på baggrund af billeder taget i januar 2013 at disse sten efterfølgende er blevet oversvømmet af en lavaflod, som har eroderet landskabet i området.